# سیروکو (فیلم)
سیروکو (انگلیسی: Sirocco) فیلمی در ژانر درام، رمانتیک، و نوآر به کارگردانی کرتیس برنهارت است که در سال ۱۹۵۱ منتشر شد. از بازیگران آن می‌توان به هامفری بوگارت، لی جی. کاب، اورت اسلون، جرالد مهر، و زیرو موستل اشاره کرد.